# Klöchit
Das Mineral Klöchit ist ein sehr selten vorkommendes Ringsilikat aus der Milaritgruppe mit der Endgliedzusammensetzung K□2 Fe3+Fe2+Zn3Si12O30. Es kristallisiert mit hexagonaler Symmetrie und entwickelt blaue, sechsseitig plattige Kristalle von unter einem Millimeter Größe.
Klöchit bildet sich bei der Kontaktmetamorphose von silikatreichen Fremdgesteinseinschlüssen in alkalireichen basanitischen Magmen. Neben seiner Typlokalität, dem Klöch-Vulkan in der Steiermark, Österreich, ist Klöchit bislang nur in einem Gabbro Aufschluss auf der Insel Madeira, Portugal gefunden worden.

## Etymologie und Geschichte
Der österreichische Mineraliensammler Walter Trattner, der 1999 bereits das nach ihm benannte Mineral Trattnerit entdeckte, fand im Jahr 2000 in einem quarzreichen Fremdgesteinseinschluss vom Klöch-Vulkan bei Bad Radkersburg in der Steiermark, Österreich ein weiteres neues Mineral der Milaritgruppe. Analysiert und wissenschaftlich beschrieben wurde das Mineral erstmals durch Hans-Peter Bojar, Franz Walter, Christoph Hauzenberger und Walter Postl, die es nach dessen Typlokalität benannten. Die Ergebnisse der Analyse sowie der gewählte Name wurden 2007 bei der International Mineralogical Association (IMA) zur Prüfung eingereicht (Eingangs-Nr. der IMA: 2007-054) und das Mineral noch im selben Jahr als eigenständig anerkannt.

## Klassifikation
In der veralteten, aber teilweise noch gebräuchlichen 8. Auflage der Mineralsystematik nach Strunz wird Klöchit noch nicht aufgeführt. Im „Lapis-Mineralienverzeichnis“ von Stefan Weiß, das sich aus Rücksicht auf private Sammler und institutionelle Sammlungen noch nach der klassischen Systematik von Karl Hugo Strunz richtet, erhielt das Mineral die System-Nr. VII/E.22-65. Er gehört zusammen mit Agakhanovit-(Y), Almarudit, Armenit, Berezanskit, Brannockit, Chayesit, Darapiosit, Dusmatovit, Eifelit, Emeleusit, Faizievit, Friedrichbeckeit, Lipuit, Merrihueit, Milarit, Oftedalit, Osumilith, Osumilith-(Mg), Poudretteit, Roedderit, Shibkovit, Sogdianit, Sugilith, Trattnerit, Yagiit, Yakovenchukit-(Y) zur „Milarit-Osumilith-Gruppe“ (mit doppelten Sechserringen [Si12O30]12−) mit der Systemnummer VIII/E.22.
Die zuletzt 2009 von der IMA aktualisierte 9. Auflage der Strunz’schen Mineralsystematik ordnet den Klöchit ebenfalls in die Abteilung der „Ringsilikate“ ein. Diese ist weiter unterteilt nach der Struktur der Ringe, so dass das Mineral entsprechend seinem Aufbau in der Unterabteilung „[Si6O18]12−-Sechser-Doppelringe“ zu finden ist. Darin gehört es mit Agakhanovit-(Y), Almarudit, Armenit, Berezanskit, Brannockit, Chayesit, Darapiosit, Dusmatovit, Eifelit, Friedrichbeckeit, Merrihueit, Milarit, Oftedalit, Osumilith, Osumilith-(Mg), Poudretteit, Roedderit, Shibkovit, Sogdianit, Sugilith, Trattnerit und Yagiit zur „Milaritgruppe“ mit der System-Nr. 9.CM.05.
Die Systematik der Minerale nach Strunz (9. Auflage) wird von „Hudson Institute of Mineralogy“ in der Mineraldatenbank „Mindat.org“ weitergeführt. Hier gehört Klöchit in die Klasse „Silicate und Germanate“ und die Abteilung der „Ringsilikate“ (englisch [Cyclosilicates). Diese ist weiter unterteilt nach der Zähligkeit und Multiplizität der Silicatringe und Klöchit wird in der Unterabteilung „sechser-Doppelringe“ (englisch Si6O18]2- 6-membered double rings) mit der Systemnummer 9.CM geführt, zusammen mit den zuvor aufgeführten Mineralen der Milarit-Gruppe, den neu hinzugekommenen Mineralen Aluminosugilith und Laurentthomasit sowie dem verwandten Mineral Faizievit.
Auch die vorwiegend im englischen Sprachraum gebräuchliche Systematik der Minerale nach Dana ordnet den Klöchit in die Klasse der „Silikate und Germanate“, dort allerdings in die bereits feiner unterteilte Abteilung der „Ringsilikate: Kondensierte Ringe“ ein. Hier ist er in der „Milarit-Osumilith-Gruppe (Milarit-Osumilith-Untergruppe)“ mit der System-Nr. 63.02.01a innerhalb der Unterabteilung „Ringsilikate: Kondensierte, 6-gliedrige Ringe“ zu finden.

## Chemismus
Klöchit hat die Endgliedzusammensetzung
- [12]K[9]□2[6](Fe3+Fe2+)[4]Zn3[4]Si12O30

und ist das Fe-Zn-Analog von Oftedalit und Agakhanovit-(Y).
Die empirische Zusammensetzung aus der Typlokalität ist
- [12](K0,78Na0,22) [9](□1,67Na0,33) [6](Fe3+1,19Fe2+0,45Mn0,27Ca0,04Co0,02Ni0,01Mg0,01Ti0,01) [4](□0,25Zn2,63Fe2+0,10Li0,02) [Si12O30],

wobei in den eckigen Klammern die Koordinationszahl der jeweiligen Position in der Kristallstruktur angegeben ist.
Klöchit ist das bislang (2024) einzige Mineral der Milaritgruppe mit signifikanten Leerstellengehalten auf der tetraedrisch koordinierten T2-Position. Die wesentlichen Abweichungen der Zusammensetzung des Klöchit aus der Typlokalität von der Endgliedzusammensetzung sind
- Na auf [9]B-Position: [9]□ + [6]Fe3+ = [9]Na + [6](Mn, Fe)2+ (Dusmatovit: [12]K[9](Na□)[6](Mn2+,Fe2+)2[4]Zn3[4]Si12O30)
- Leerstellen (□) auf [4]T2-Position: [6]Fe2+ + 0,5 [4]Zn2+ = [6]Fe3+ + 0,5 [4]□ (hypothetischer „Ferri-Klöchit“: [12]K[9]□2[6]Fe3+2[4](Zn2,5□0,5)[4]Si12O30)

Mit diesen drei Endgliedern lässt sich die Zusammensetzung des naturlichen Klöchit-Mischkristalls in guter Näherung beschreiben:
- 50 Mol-% „Ferri-Klöchit“ (hypothetisches Endglied)
- 33 Mol-% Dusmatovit
- 17 Mol-% Klöchit

## Kristallstruktur
Klöchit kristallisiert mit hexagonaler Symmetrie der Raumgruppe P6/mcc (Raumgruppen-Nr. 192) und den Gitterparametern a = 10,120 Å und c = 14.298 Å sowie zwei Formeleinheiten pro Elementarzelle.
Klöchit ist isotyp zu Milarit, das heißt, es kristallisiert mit der gleichen Struktur wie Milarit. Die 12-fach koordinierte C-Position ist voll besetzt mit Kalium (K+) und Natrium (Na+), die 9-fach koordinierte B-Position hingegen unbesetzt. Die 6-fach koordinierte A-Position ist gemischt besetzt mit zwei- und dreiwertigen Eisen-Kationen Fe3+, Fe2+ und etwas Mangan (Mn). Die tetraedrisch koordinierten T2-Position enthält vornehmlich Zink (Zn2+), etwas Eisen (Fe2+) und wenige Leerstellen. Die T1-Position, die die 6er-Doppelringe aufbaut, enthält nur Silicium (Si4+).

## Bildung und Fundorte
Klöchit bildet sich kontaktmetamorph bei hohen Temperaturen um 900 °C und niedrigem Druck in siliciumreichen Xenolithen in alkalireichen Basalten.
Die Typlokalität von Klöchit ist der Nephelin-Basanit-Steinbruch bei Klöch, Bad Radkersburg im österreichischen Bundesland Steiermark. Dort wurde das Mineral in Hohlräumen eines silikatreichen Gesteinseinschlusses in Nephelin-Basanit-Lava gefunden. Er tritt zusammen mit Quarz, Sanidin, Diopsid, Fluororichterit, Titanit, Enstatit, Forsterit, Ilmenit und Mottramit auf.
Das bislang (Stand Januar 2025) einzige weitere dokumentierte Vorkommen ist der Terra do Baptista Gabbro Aufschluss bei Porto da Cruz, Machico, auf der Insel Madeira, Portugal.